# Campeonato Argentino de Futebol de 1921 (AAmF)
O Campeonato Argentino de Futebol de 1921 da dissidente Asociación Amateurs de Football foi o trigésimo sexto torneio da Primeira Divisão do futebol argentino e o terceiro dos organizados por essa entidade, não reconhecida na época pela FIFA. O certame foi disputado em dois turnos de todos contra todos, entre 3 de abril e 8 de janeiro de 1922, simultaneamente com a realização do torneio da Asociación Argentina de Football. O Racing Club conquistou o seu oitavo título de campeão argentino.

## Classificação final
| Pos | Equipes                | Pts | J  | V  | E  | D  | GM | GS | SG  |
| --- | ---------------------- | --- | -- | -- | -- | -- | -- | -- | --- |
| 1.  | Racing Club            | 66  | 38 | 30 | 6  | 2  | 73 | 16 | +57 |
| 2.  | River Plate            | 54  | 38 | 25 | 4  | 9  | 69 | 30 | +39 |
| 3.  | Independiente          | 53  | 38 | 22 | 9  | 7  | 62 | 28 | +34 |
| 4.  | Gimnasia La Plata      | 52  | 38 | 23 | 6  | 9  | 64 | 39 | +25 |
| 5.  | Defensores de Belgrano | 48  | 38 | 20 | 8  | 10 | 42 | 28 | +14 |
| 6.  | San Lorenzo            | 47  | 38 | 20 | 7  | 11 | 47 | 25 | +22 |
| 7.  | Tigre                  | 43  | 38 | 15 | 13 | 10 | 61 | 53 | +8  |
| 8.  | Platense               | 42  | 38 | 16 | 10 | 12 | 63 | 38 | +25 |
| 9.  | Atlanta                | 41  | 38 | 17 | 7  | 14 | 47 | 44 | +3  |
| 10. | Banfield               | 38  | 38 | 16 | 6  | 16 | 47 | 43 | +4  |
| 11. | Barracas Central       | 37  | 38 | 15 | 7  | 16 | 47 | 47 | 0   |
| 12. | Vélez Sarsfield        | 36  | 38 | 13 | 10 | 15 | 53 | 43 | +10 |
| 13. | Sportivo Almagro       | 34  | 38 | 14 | 6  | 18 | 40 | 54 | -14 |
| 14. | Estudiantes            | 32  | 38 | 12 | 8  | 18 | 38 | 57 | -19 |
| 15. | Lanús                  | 28  | 38 | 10 | 8  | 20 | 33 | 60 | -27 |
| 16. | Sportivo Buenos Aires  | 27  | 38 | 8  | 11 | 19 | 38 | 62 | -24 |
| 17. | Quilmes                | 25  | 38 | 8  | 9  | 21 | 43 | 65 | -22 |
| 18. | Estudiantil Porteño    | 24  | 38 | 9  | 6  | 23 | 38 | 58 | -20 |
| 19. | San Isidro             | 22  | 38 | 8  | 6  | 24 | 33 | 78 | -54 |
| 20. | Ferro Carril Oeste     | 11  | 38 | 2  | 7  | 29 | 22 | 92 | -70 |

## Premiação
| Campeonato Argentino de Futebol de 1921 (AAmF) |
| ---------------------------------------------- |
| Racing Club Campeão (8° título)                |

## Goleador
| Jogador   | Jogador           | Gols | Equipe      |
| --------- | ----------------- | ---- | ----------- |
| Argentina | Albérico Zabaleta | 32   | Racing Club |

## Bibliografía
- Estévez, Diego (2010). 38 Campeones del fútbol argentino 1891-2010. [S.l.]: Ediciones Continente. ISBN 978-950-754-301-2